# Sleepy Hollow (village)
Pour les articles homonymes, voir Sleepy Hollow.
Sleepy Hollow est un village de la ville de Mount Pleasant, du comté de Westchester, dans l'État de New York, aux États-Unis.
L'endroit est surtout connu pour être le lieu où se déroule la nouvelle La Légende de Sleepy Hollow, le film Sleepy Hollow ainsi que la série Sleepy Hollow. Le roman Hollow écrit par Jessica Verday s'y déroule également.